# Hudson River Maritime Museum
L' Hudson River Maritime Museum est un musée maritime dédié au fleuve Hudson créé en 1980. Il est situé au 50 Rondout Landing à Kingston dans l'État de New York, le long de Rondout Creek (en) sur l'ancien front de mer de la ville, juste à l'est du John T. Loughran Bridge (en). L'acronyme HRMM est souvent utilisé pour désigner le Hudson River Maritime Museum dans les publications.

## Description
Ses collections sont consacrées à l'histoire de la navigation, de la plaisance et du transport de marchandises et de l'industrie sur l'Hudson et ses affluents, comme le Rondout, où la ville de Kingston a prospéré au début du XIXe siècle à l'extrémité nord du Delaware et du canal de l'Hudson. La ville était le port le plus achalandé entre New York et Albany.
Le musée a été fondé en 1980 par des passionnés locaux de la rivière Hudson, mais n'a pas déménagé dans sa propriété actuelle, un ancien magasin de bateaux, jusqu'en 1983. Ses expositions comprennent diverses petites embarcations, des artefacts de bateaux à vapeur fluviaux tels que le Mary Powell, une bibliothèque de recherche, des outils et des cartes de récolte de glace, des peintures et des croquis d'époques passées. Le remorqueur à vapeur Mathilda de 1898 est exposé dans la cour à côté du musée. Pendant les mois d'été, des excursions en bateau sont disponibles jusqu'au phare de Rondout Creek, à proximité, où le ruisseau se jette dans l'Hudson. Les bateaux qui accostent au quai vont des embarcations de plaisance privées aux paquebots de croisière océaniques. Le Hudson River Sloop Clearwater (en) a son port d'attache hivernal ici et visite fréquemment, tout comme de nombreux navires de reproduction historiques tels que l'Onrust et le Half Moon. En plus d'avoir la capacité d'accueillir des navires à fort tirant d'eau sur leurs quais, le musée offre un amarrage gratuit pour les canoës et les kayaks.
Le musée maritime de la rivière Hudson abrite l'équipe de l'école secondaire de Kingston, le club d'aviron Rondout et le club de voile de Kingston. Le musée est une organisation soutenue par ses membres et parraine des festivals et des événements, notamment le salon nautique de l'Antique and Classic Boat Society, les journées de la rivière Hudson avec de la musique, de l'artisanat et des expositions, la série de conférences "Suivez la rivière", les dimanches du cinéma et les journées familiales.
Il est ouvert de 11h à 17h du jeudi au dimanche en hiver et de 11h à 17h du lundi au dimanche en été. L'entrée coûte 9 $ US pour les adultes et 6 $ US pour les enfants et les personnes âgées, des tarifs familiaux de 25 $ US sont disponibles (des restrictions s'appliquent). Des visites spéciales pour les groupes sont disponibles. Il y a une boutique de cadeaux qui propose des livres sur Kingston et la vallée de l'Hudson ainsi que sur l'histoire maritime de l'Hudson.

## Galerie
|                     |
| Le sloop Clearwater |